# Caza de la Beqâa-Ouest
Caza de la Beqâa-Ouest (arabiska: قضاء البقاع الغربي) är ett distrikt i Libanon.   Det ligger i guvernementet Mohafazat Béqaa, i den centrala delen av landet, 40 kilometer sydost om huvudstaden Beirut.
Trakten runt Caza de la Beqâa-Ouest består till största delen av jordbruksmark. Runt Caza de la Beqâa-Ouest är det ganska tätbefolkat, med 72 invånare per kvadratkilometer.